# Río Camarena
El río Camarena es un río del este de la península ibérica, afluente del río Turia, que discurre por la provincia de Teruel (España).

## Curso
Nace en la provincia de Teruel, en la sierra de Javalambre. Tiene un recorrido aproximado de 23 kilómetros. Su fuente más alta es la de la Cepa, a 1600 m de altitud, en el término municipal de Camarena de la Sierra. El río se forma con la reunión de los arroyos de la Tejeda y del Agua Buena. Estos arroyos se alimentan de las fuentes del Peral, Blanquilla, Agua Buena, y otras. Pasa por Camarena de la Sierra (1294 m de altitud) y el Mas de Navarrete (1020 m.), donde recibe las aportaciones de las fuentes del Cabrito y el Zarzillo. Después, continua su recorrido pasando junto a las poblaciones de Valacloche (986 m.) y Cascante del Río (984 m.). A partir de esta última, en los periodos de estiaje suele secarse en su tramo final, debido al aprovechamiento para riegos. Desemboca en el Turia en Villel (824 m.), donde es denominado "el Regajo".